# Bomolocha glumalis
Bomolocha glumalis là một loài bướm đêm trong họ Noctuidae.